# Gouvernement Bayrou
Ve République
Barnier 
Le gouvernement Bayrou est le gouvernement de la République française depuis le 13 décembre 2024, le quarante-sixième de la Ve République et le septième sous la présidence d'Emmanuel Macron.
Il est nommé dans un contexte de crise politique, après le recours à l'article 49, alinéa 3, de la Constitution pour faire adopter le budget de la Sécurité sociale et l'adoption d'une motion de censure qui a renversé le gouvernement Barnier, en fonction depuis trois mois.

## Formation

### Contexte
Le 4 décembre 2024, après l'engagement de la responsabilité du gouvernement sur le projet de loi de financement de la Sécurité sociale pour 2025 en vertu de l'article 49 alinéa 3 de la Constitution, une motion de censure déposée par le Nouveau Front populaire est adoptée, faisant tomber le gouvernement de Michel Barnier, trois mois jour pour jour après sa nomination. Ce vote marque la première fois depuis 1962 qu'un gouvernement français est renversé par une motion de censure, plongeant le pays dans une crise politique sans précédent.
Le lendemain, le Premier ministre présente la démission de son gouvernement au président de la République qui en prend acte,. Des négociations s'engagent alors entre Emmanuel Macron et divers groupes parlementaires, à l'exclusion des groupes LFI, RN et UDR. Olivier Faure, premier secrétaire du Parti socialiste, propose un accord de non-censure pour stabiliser le futur gouvernement, à condition que le Premier ministre soit issu de la gauche. Cette condition n'est toutefois pas respectée.

### Formation du gouvernement
Le 13 décembre 2024, après des négociations marquées par des tensions, Emmanuel Macron nomme François Bayrou comme nouveau Premier ministre. Bayrou, figure centriste et président du MoDem, est choisi pour sa loyauté envers Macron et son expérience politique, bien que le président ait initialement envisagé d'autres candidats comme Bernard Cazeneuve ou Sébastien Lecornu,,. À 73 ans, Bayrou devient le deuxième Premier ministre le plus âgé à entrer en fonction, après Michel Barnier.
La composition du gouvernement est annoncée le 23 décembre 2024 à 18 h 30 par le secrétaire général de l’Élysée Alexis Kohler. Cette annonce suscite une polémique, car elle coïncide avec le jour du deuil national dédié à Mayotte, provoquant des critiques pour « indécence » et « mépris », notamment de la part de la députée Estelle Youssouffa. Le gouvernement compte 35 membres, respectant la parité hommes-femmes, comme tous les gouvernements depuis 2012, et ne comprend aucun secrétaire d'État. Il réunit des personnalités de divers horizons politiques, incluant des membres de RE, LR, MoDem, et d'autres formations, dans une tentative de coalition large pour stabiliser la situation politique.
Le premier Conseil des ministres est prévu pour le 3 janvier 2025. Ce gouvernement, formé dans un contexte d'instabilité politique, a pour mission prioritaire de stabiliser la situation et d'assurer l'adoption du budget 2025, un enjeu crucial pour respecter les règles budgétaires européennes.

## Déclaration de politique générale
Le 14 janvier 2025, le Premier ministre François Bayrou prononce sa déclaration de politique générale devant l'Assemblée nationale. Cette déclaration, encadrée par l'article 50-1 de la Constitution, ne donne pas lieu à un vote de confiance, à l’image des gouvernements Borne, Attal et Barnier. Cette stratégie s’explique par l’absence de majorité absolue à l’Assemblée nationale, rendant un vote de confiance politiquement risqué dans un contexte d’instabilité marquée par la chute du gouvernement Barnier le 4 décembre 2024 après une motion de censure.
Dans son discours, Bayrou détaille les priorités de son gouvernement, centrées sur trois axes : la consolidation budgétaire pour répondre aux exigences de l’Union européenne, la relance économique via des mesures de soutien aux entreprises et à l’emploi, et le renforcement de la cohésion sociale à travers des réformes dans l’éducation et la santé. Il propose un « contrat de législature » visant à rassembler une coalition élargie, incluant RE, LR et le MoDem, pour éviter une nouvelle motion de censure. Il insiste également sur des projets de décentralisation, visant à renforcer l’autonomie des collectivités territoriales, et sur la transition écologique, avec des engagements pour accélérer la réduction des émissions de carbone.
Cette déclaration suscite des réactions contrastées. Les groupes d’opposition, notamment le Nouveau Front populaire et le Rassemblement national, critiquent l’absence de vote de confiance, y voyant un signe de faiblesse et un manque de légitimité démocratique. Ils reprochent également au gouvernement un programme jugé trop vague face aux crises économique et sociale. En revanche, les alliés de la majorité saluent la volonté de Bayrou de privilégier le dialogue et la recherche de compromis dans un Parlement fragmenté. Le discours, retransmis en direct, attire une attention médiatique significative, marquant un tournant dans la tentative de stabilisation politique après plusieurs mois de turbulences.

## Composition initiale

### Premier ministre
- Premier ministre, chargé de la Planification écologique et énergétique : François Bayrou

### Ministres d'État
| Titre                                                                                              | Titulaire        |
| -------------------------------------------------------------------------------------------------- | ---------------- |
| Ministre d'État, ministre de l’Éducation nationale, de l'Enseignement supérieur et de la Recherche | Élisabeth Borne  |
| Ministre d'État, ministre des Outre-mer                                                            | Manuel Valls     |
| Ministre d'État, Garde des Sceaux, ministre de la Justice                                          | Gérald Darmanin  |
| Ministre d'État, ministre de l'Intérieur                                                           | Bruno Retailleau |

### Ministres
| Titre                                                                                           | Titulaire              |
| ----------------------------------------------------------------------------------------------- | ---------------------- |
| Ministre du Travail, de la Santé, des Solidarités et des Familles                               | Catherine Vautrin      |
| Ministre de l'Économie, des Finances, de la Souveraineté industrielle et numérique              | Éric Lombard           |
| Ministre des Armées                                                                             | Sébastien Lecornu      |
| Ministre de la Culture                                                                          | Rachida Dati           |
| Ministre de l'Aménagement des territoires et de la Décentralisation                             | François Rebsamen      |
| Ministre de l'Europe et des Affaires étrangères                                                 | Jean-Noël Barrot       |
| Ministre de la Transition écologique, de la Biodiversité, de la Forêt, de la Mer et de la Pêche | Agnès Pannier-Runacher |
| Ministre de l'Agriculture et de la Souveraineté alimentaire                                     | Annie Genevard         |
| Ministre de l'Action publique, de la Fonction publique et de la Simplification                  | Laurent Marcangeli     |
| Ministre des Sports, de la Jeunesse et de la Vie associative                                    | Marie Barsacq          |

### Ministres auprès d'un ministre
| Titre                                                          | Ministre de tutelle                                                                                | Titulaire              |
| -------------------------------------------------------------- | -------------------------------------------------------------------------------------------------- | ---------------------- |
| Ministre chargé de l'Enseignement supérieur et de la Recherche | Ministre d'État, ministre de l'Éducation nationale, de l'Enseignement supérieur et de la Recherche | Philippe Baptiste      |
| Ministre                                                       | Ministre d'État, ministre de l'Intérieur                                                           | François-Noël Buffet   |
| Ministre chargée du Travail et de l'Emploi                     | Ministre du Travail, de la Santé, des Solidarités et des Familles                                  | Astrid Panosyan-Bouvet |
| Ministre chargé de la Santé et de l'Accès aux soins            | Ministre du Travail, de la Santé, des Solidarités et des Familles                                  | Yannick Neuder         |
| Ministre chargée des Comptes publics                           | Ministre de l'Économie, des Finances et de la Souveraineté industrielle et numérique               | Amélie de Montchalin   |
| Ministre chargé de l'Industrie et de l'Énergie                 | Ministre de l'Économie, des Finances et de la Souveraineté industrielle et numérique               | Marc Ferracci          |
| Ministre chargée du Logement                                   | Ministre de l'Aménagement du territoire et de la Décentralisation                                  | Valérie Létard         |
| Ministre chargé des Transports                                 | Ministre de l'Aménagement du territoire et de la Décentralisation                                  | Philippe Tabarot       |

### Ministres délégués auprès d'un ministre
| Titre | Ministre de tutelle                                                                  | Titulaire                   |
| --- | ------------------------------------------------------------------------------------ | --------------------------- |
| Ministre délégué chargé des Relations avec le Parlement                                                                          | Premier ministre                                                                     | Patrick Mignola             |
| Ministre déléguée chargée de l'Égalité entre les femmes et les hommes et de la Lutte contre les discriminations                  | Premier ministre                                                                     | Aurore Bergé                |
| Ministre déléguée, porte-parole du Gouvernement                                                                                  | Premier ministre                                                                     | Sophie Primas               |
| Ministre déléguée chargée de l'Autonomie et du Handicap                                                                          | Ministre du Travail, de la Santé, des Solidarités et des Familles                    | Charlotte Parmentier-Lecocq |
| Ministre déléguée chargée du Commerce, de l'Artisanat, des Petites et Moyennes Entreprises et de l'Économie sociale et solidaire | Ministre de l'Économie, des Finances et de la Souveraineté industrielle et numérique | Véronique Louwagie          |
| Ministre déléguée chargée de l'Intelligence artificielle et du Numérique                                                         | Ministre de l'Économie, des Finances et de la Souveraineté industrielle et numérique | Clara Chappaz               |
| Ministre déléguée chargée du Tourisme                                                                                            | Ministre de l'Économie, des Finances et de la Souveraineté industrielle et numérique | Nathalie Delattre           |
| Ministre déléguée chargée de la Mémoire et des Anciens combattants                                                               | Ministre des Armées                                                                  | Patricia Mirallès           |
| Ministre déléguée chargée de la Ruralité                                                                                         | Ministre de l'Aménagement du territoire et de la Décentralisation                    | Françoise Gatel             |
| Ministre déléguée chargée de la Ville                                                                                            | Ministre de l'Aménagement du territoire et de la Décentralisation                    | Juliette Méadel             |
| Ministre délégué chargé de l'Europe                                                                                              | Ministre de l'Europe et des Affaires étrangères                                      | Benjamin Haddad             |
| Ministre délégué chargé du Commerce extérieur et des Français de l'étranger                                                      | Ministre de l'Europe et des Affaires étrangères                                      | Laurent Saint-Martin        |
| Ministre délégué chargé de la Francophonie et des Partenariats internationaux                                                    | Ministre de l'Europe et des Affaires étrangères                                      | Thani Mohamed Soilihi       |

## Organisation fonctionnelle
Depuis le 23 décembre 2024, le Gouvernement Bayrou est organisé ainsi :
Premier ministre
- François Bayrou, Premier ministre, chargé de la Planification écologique et énergétique
- Patrick Mignola, ministre délégué auprès du Premier ministre, chargé des Relations avec le Parlement
- Aurore Bergé, ministre déléguée auprès du Premier ministre, chargée de l'Égalité entre les femmes et les hommes et de la Lutte contre les discriminations
- Sophie Primas, ministre déléguée auprès du Premier ministre, porte-parole du Gouvernement

Ministère de l'Éducation nationale, de l'Enseignement supérieur et de la Recherche
- Élisabeth Borne, ministre d'État, ministre de l'Éducation nationale, de l'Enseignement supérieur et de la Recherche
- Philippe Baptiste, ministre auprès de la ministre d'État, ministre de l'Éducation nationale, de l'Enseignement supérieur et de la Recherche, chargé de l'Enseignement supérieur et de la Recherche

Ministère des Outre-mer
- Manuel Valls, ministre d'État, ministre des Outre-mer

Ministère de la Justice
- Gérald Darmanin, ministre d'État, garde des Sceaux, ministre de la Justice

Ministère de l'Intérieur
- Bruno Retailleau, ministre d'État, ministre de l'Intérieur
- François-Noël Buffet, ministre auprès du ministre d'État, ministre de l'Intérieur

Ministère du Travail, de la Santé, des Solidarités et des Familles
- Catherine Vautrin, ministre du Travail, de la Santé, des Solidarités et des Familles
- Astrid Panosyan-Bouvet, ministre auprès de la ministre du Travail, de la Santé, des Solidarités et des Familles, chargée du Travail et de l'Emploi
- Yannick Neuder, ministre auprès de la ministre du Travail, de la Santé, des Solidarités et des Familles, chargé de la Santé et de l'Accès aux soins
- Charlotte Parmentier-Lecocq, ministre déléguée auprès de la ministre du Travail, de la Santé, des Solidarités et des Familles, chargée de l'Autonomie et du Handicap

Ministère de l'Économie, des Finances et de la Souveraineté industrielle et numérique
- Éric Lombard, ministre de l'Économie, des Finances et de la Souveraineté industrielle et numérique
- Amélie de Montchalin, ministre auprès du ministre de l'Économie, des Finances et de la Souveraineté industrielle et numérique, chargée des Comptes publics
- Marc Ferracci, ministre auprès du ministre de l'Économie, des Finances et de la Souveraineté industrielle et numérique, chargée de l'Industrie et de l'Énergie
- Véronique Louwagie, ministre déléguée auprès du ministre de l'Économie, des Finances et de la Souveraineté industrielle et numérique, chargée du Commerce, de l'Artisanat, des Petites et Moyennes Entreprises et de l'Économie sociale et solidaire
- Clara Chappaz, ministre déléguée auprès du ministre de l'Économie, des Finances et de la Souveraineté industrielle et numérique, chargée de l'Intelligence artificielle et du Numérique
- Nathalie Delattre, ministre déléguée auprès du ministre de l'Économie, des Finances et de la Souveraineté industrielle et numérique, chargée du Tourisme

Ministère des Armées
- Sébastien Lecornu, ministre des Armées
- Patricia Mirallès, ministre déléguée auprès du ministre des Armées, chargée de la Mémoire et des Anciens combattants

Ministère de la Culture
- Rachida Dati, ministre de la Culture

Ministère de l'Aménagement du territoire et de la Décentralisation
- François Rebsamen, ministre de l'Aménagement du territoire et de la Décentralisation
- Valérie Létard, ministre auprès du ministre de l'Aménagement du territoire et de la Décentralisation, chargée du Logement
- Philippe Tabarot, ministre auprès du ministre de l'Aménagement du territoire et de la Décentralisation, chargé des Transports
- Françoise Gatel, ministre déléguée auprès du ministre de l'Aménagement du territoire et de la Décentralisation, chargée de la Ruralité
- Juliette Méadel, ministre déléguée auprès du ministre de l'Aménagement du territoire et de la Décentralisation, chargée de la Ville

Ministère de l'Europe et des Affaires étrangères
- Jean-Noël Barrot, ministre de l'Europe et des Affaires étrangères
- Benjamin Haddad, ministre délégué auprès du ministre de l'Europe et des Affaires étrangères, chargé de l'Europe
- Laurent Saint-Martin, ministre délégué auprès du ministre de l'Europe et des Affaires étrangères, chargé du Commerce extérieur et des Français de l'étranger
- Thani Mohamed Soilihi, ministre délégué auprès du ministre de l'Europe et des Affaires étrangères, chargé de la Francophonie et des Partenariats internationaux

Ministère de la Transition écologique, de la Biodiversité, de la Forêt, de la Mer et de la Pêche
- Agnès Pannier-Runacher, ministre de la Transition écologique, de la Biodiversité, de la Forêt, de la Mer et de la Pêche

Ministère de l'Agriculture et de la Souveraineté alimentaire
- Annie Genevard, ministre de l'Agriculture et de la Souveraineté alimentaire

Ministère de l'Action publique, de la Fonction publique et de la Simplification
- Laurent Marcangeli, ministre de l'Action publique, de la Fonction publique et de la Simplification

Ministère des Sports, de la Jeunesse et de la Vie associative
- Marie Barsacq, ministre des Sports, de la Jeunesse et de la Vie associative

## Galerie du gouvernement

### Premier ministre
| Portrait        | Fonction                                                               | Nom | Nom             | Parti |
| --------------- | ---------------------------------------------------------------------- | --- | --------------- | ----- |
| François Bayrou | Premier ministre, chargé de la Planification écologique et énergétique |     | François Bayrou | MoDem |

### Ministres d'État
| Portrait         | Fonction                                                                                           | Nom | Nom              | Parti |
| ---------------- | -------------------------------------------------------------------------------------------------- | --- | ---------------- | ----- |
| Élisabeth Borne  | Ministre d'État, ministre de l’Éducation nationale, de l'Enseignement supérieur et de la Recherche |     | Élisabeth Borne  | RE    |
| Manuel Valls     | Ministre d'État, ministre des Outre-mer                                                            |     | Manuel Valls     | RE    |
| Gérald Darmanin  | Ministre d'État, Garde des sceaux, ministre de la Justice                                          |     | Gérald Darmanin  | RE    |
| Bruno Retailleau | Ministre d'État, ministre de l'Intérieur                                                           |     | Bruno Retailleau | LR    |

### Ministres
| Portrait               | Fonction                                                                                        | Nom | Nom                    | Parti       |
| ---------------------- | ----------------------------------------------------------------------------------------------- | --- | ---------------------- | ----------- |
| Catherine Vautrin      | Ministre du Travail, de la Santé, des Solidarités et des Familles                               |     | Catherine Vautrin      | RE          |
| Éric Lombard           | Ministre de l'Économie, des Finances et de la Souveraineté industrielle et numérique            |     | Éric Lombard           | DVG,        |
| Sébastien Lecornu      | Ministre des Armées                                                                             |     | Sébastien Lecornu      | RE          |
| Rachida Dati           | Ministre de la Culture                                                                          |     | Rachida Dati           | DVD puis LR |
| François Rebsamen      | Ministre de l’Aménagement du territoire et de la Décentralisation                               |     | François Rebsamen      | FP          |
| Jean-Noël Barrot       | Ministre de l’Europe et des Affaires étrangères                                                 |     | Jean-Noël Barrot       | MoDem       |
| Agnès Pannier-Runacher | Ministre de la Transition écologique, de la Biodiversité, de la Forêt, de la Mer et de la Pêche |     | Agnès Pannier-Runacher | RE          |
| Annie Genevard         | Ministre de l’Agriculture et de la Souveraineté alimentaire                                     |     | Annie Genevard         | LR          |
| Laurent Marcangeli     | Ministre de l'Action publique, de la Fonction publique et de la Simplification                  |     | Laurent Marcangeli     | HOR-CCB     |
| Marie Barsacq          | Ministre des Sports, de la Jeunesse et de la Vie associative                                    |     | Marie Barsacq          | SE          |

### Ministres auprès d'un ministre
| Portrait               | Fonction                                                       | Ministre de tutelle                                                                                | Nom | Nom                    | Parti ou nuance |
| ---------------------- | -------------------------------------------------------------- | -------------------------------------------------------------------------------------------------- | --- | ---------------------- | --------------- |
| Philippe Baptiste      | Ministre chargé de l'Enseignement supérieur et de la Recherche | Ministre d'État, ministre de l'Éducation nationale, de l'Enseignement supérieur et de la Recherche |     | Philippe Baptiste      | SE              |
| François-Noël Buffet   | Ministre                                                       | Ministre d'État, ministre de l'Intérieur                                                           |     | François-Noël Buffet   | LR              |
| Astrid Panosyan-Bouvet | Ministre chargée du Travail et de l'Emploi                     | Ministre du Travail, de la Santé, des Solidarités et des Familles                                  |     | Astrid Panosyan-Bouvet | RE              |
| Yannick Neuder         | Ministre chargé de la Santé et de l'Accès aux soins            | Ministre du Travail, de la Santé, des Solidarités et des Familles                                  |     | Yannick Neuder         | LR              |
| Amélie de Montchalin   | Ministre chargée des Comptes publics                           | Ministre de l'Économie, des Finances et de la Souveraineté industrielle et numérique               |     | Amélie de Montchalin   | RE              |
| Marc Ferracci          | Ministre chargé de l'Industrie et de l'Énergie                 | Ministre de l'Économie, des Finances et de la Souveraineté industrielle et numérique               |     | Marc Ferracci          | RE              |
| Valérie Létard         | Ministre chargée du Logement                                   | Ministre de l'Aménagement des territoires et de la Décentralisation                                |     | Valérie Létard         | UDI             |
| Philippe Tabarot       | Ministre chargé des Transports                                 | Ministre de l'Aménagement des territoires et de la Décentralisation                                |     | Philippe Tabarot       | LR              |

### Ministres délégués
| Portrait                    | Fonction | Ministre de tutelle                                                                  | Nom | Nom                         | Parti ou nuance |
| --------------------------- | --- | ------------------------------------------------------------------------------------ | --- | --------------------------- | --------------- |
| Patrick Mignola             | Ministre délégué chargé des Relations avec le Parlement                                                                          | Premier ministre                                                                     |     | Patrick Mignola             | MoDem           |
| Aurore Bergé                | Ministre déléguée chargée de l'Égalité entre les femmes et les hommes et de la Lutte contre les discriminations                  | Premier ministre                                                                     |     | Aurore Bergé                | RE              |
| Sophie Primas               | Ministre déléguée, porte-parole du Gouvernement                                                                                  | Premier ministre                                                                     |     | Sophie Primas               | LR-NÉ           |
| Charlotte Parmentier-Lecocq | Ministre déléguée chargée de l'Autonomie et du Handicap                                                                          | Ministre du Travail, de la Santé, des Solidarités et des Familles                    |     | Charlotte Parmentier-Lecocq | HOR             |
| Véronique Louwagie          | Ministre déléguée chargée du Commerce, de l'Artisanat, des Petites et Moyennes Entreprises et de l'Économie sociale et solidaire | Ministre de l'Économie, des Finances et de la Souveraineté industrielle et numérique |     | Véronique Louwagie          | LR              |
| Clara Chappaz               | Ministre déléguée chargée de l'Intelligence artificielle et du Numérique                                                         | Ministre de l'Économie, des Finances et de la Souveraineté industrielle et numérique |     | Clara Chappaz               | SE              |
| Nathalie Delattre           | Ministre déléguée chargée du Tourisme                                                                                            | Ministre de l'Économie, des Finances et de la Souveraineté industrielle et numérique |     | Nathalie Delattre           | PRV             |
| Patricia Mirallès           | Ministre déléguée chargée de la Mémoire et des Anciens combattants                                                               | Ministre des Armées                                                                  |     | Patricia Mirallès           | RE              |
| Françoise Gatel             | Ministre déléguée chargée de la Ruralité                                                                                         | Ministre de l'Aménagement des territoires et de la Décentralisation                  |     | Françoise Gatel             | UDI             |
| Juliette Méadel             | Ministre déléguée chargée de la Ville                                                                                            | Ministre de l'Aménagement des territoires et de la Décentralisation                  |     | Juliette Méadel             | DVG             |
| Benjamin Haddad             | Ministre délégué chargé de l'Europe                                                                                              | Ministre de l'Europe et des Affaires étrangères                                      |     | Benjamin Haddad             | RE              |
| Laurent Saint-Martin        | Ministre délégué chargé du Commerce extérieur et des Français de l'étranger                                                      | Ministre de l'Europe et des Affaires étrangères                                      |     | Laurent Saint-Martin        | RE              |
| Thani Mohamed Soilihi       | Ministre délégué chargé de la Francophonie et des Partenariats internationaux                                                    | Ministre de l'Europe et des Affaires étrangères                                      |     | Thani Mohamed Soilihi       | RE              |

## Représentativité

### Parité
Au moment de sa nomination, le gouvernement respecte la parité comme l'ensemble des gouvernements depuis 2012 avec, pour 36 membres, 18 hommes et 18 femmes. Tout comme les précédents gouvernements, la parité n'est pas présente parmi les seuls ministres de plein exercice, le gouvernement comporte ainsi 3 hommes ministres d'Etat pour une femme, la parité étant cependant respectée pour les autres ministres de plein exercice (cinq hommes et cinq femmes). Le gouvernement compte ainsi plus de femmes ministres déléguées que d'hommes.
| Fonction         | Nombre | Nombre | Nombre | Pourcentage de parité | Pourcentage de parité |
| Fonction         | Nombre | Hommes | Femmes | Hommes                | Femmes                |
| ---------------- | ------ | ------ | ------ | --------------------- | --------------------- |
| Premier ministre | 1      | 1      |        | 100                   | 0                     |
| Ministre d'État  | 4      | 3      | 1      | 75                    | 25                    |
| Ministre         | 10     | 5      | 5      | 50                    | 50                    |
| Ministre délégué | 21     | 9      | 12     | 43                    | 57                    |
| Ensemble         | 36     | 18     | 18     | 50                    | 50                    |

### Répartition partisane
| Parti                           | Parti                                | Premier ministre | Ministres d'État | Ministres | Ministres délégués | Total |
| ------------------------------- | ------------------------------------ | ---------------- | ---------------- | --------- | ------------------ | ----- |
| Répartition le 23 décembre 2024 | Répartition le 23 décembre 2024      | 1                | 4                | 10        | 21                 | 36    |
|                                 | Mouvement démocrate                  | 1                |                  | 1         | 1                  | 3     |
|                                 | Renaissance                          |                  | 3                | 3         | 8                  | 14    |
|                                 | Les Républicains                     | 1                | 2                | 5         | 8                  |       |
|                                 | Sans étiquette                       |                  | 1                | 2         | 3                  |       |
|                                 | Horizons                             | 1                | 1                | 2         |                    |       |
|                                 | Divers gauche                        | 1                | 1                | 2         |                    |       |
|                                 | Union des démocrates et indépendants |                  | 2                | 2         |                    |       |
|                                 | Fédération progressiste              | 1                |                  | 1         |                    |       |
|                                 | Parti radical                        |                  | 1                | 1         |                    |       |

### Âge
| Moyenne d'âge | Moyenne d'âge | Moyenne d'âge | Moyenne d'âge | Moyenne d'âge |
| Hommes        | Hommes        | Femmes        | Femmes        | Ensemble      |
| ------------- | ------------- | ------------- | ------------- | ------------- |
| 53 ans        | 53 ans        | 53 ans        | 53 ans        | 53 ans        |
|               |               |               |               |               |
| Le plus jeune | 38 ans        | La plus jeune | 35 ans        |               |
| Le plus âgé   | 73 ans        | La plus âgée  | 71 ans        |               |

## Relations avec le Parlement
Le Premier ministre a annoncé que sa déclaration de politique générale aura lieu le 14 janvier 2025, tout comme les trois précédents gouvernements, la confiance n'est pas sollicitée à l'assemblée nationale. Peu après la nomination des membres du gouvernement, les députés LFI annoncent déposer une motion de censure, celle ci est votée le 16 janvier et est rejetée en raison du refus de censure apriori des députés RN et UDR et de l'abstention de la majorité des députés socialistes conformément aux consignes du parti.
Le 3 février 2025, après l'examen des textes budgétaires par une commission mixte paritaire, le premier ministre engage la responsabilité de son gouvernement par l'article 49-3 de la Constitution sur les deux textes. Les députés insoumis annoncent dans la foulée le dépôt de deux motions de censures alors que les socialistes annoncent ne pas vouloir voter ces motions pour permettre à la France d'avoir un budget mais annoncent aussi le dépôt d'une motion de censure à l'issue de l'adoption éventuelle des budgets. Le lendemain, le groupe LIOT annonce que ses députés ne voteront pas les motions de censure. Finalement le 5 février les deux motions de censures sont rejetées en raison de l'abstention des députés de droite et de la majorité des députés socialistes permettant ainsi aux budgets d'être adoptés, le jour même, le premier ministre engage de nouveau sa responsabilité sur la deuxième partie du budget de la sécurité sociale, dans la foulée le groupe insoumis annonce le dépôt d'une motion de censure qui est rejetée le 10 février ; le jour même, le premier ministre engage sa responsabilité sur la troisième partie de la loi de finances de la sécurité sociale, les députés insoumis annonçant là encore le dépôt d'une motion de censure qui est rejetée le 12 février.
Le 17 février, dans un contexte de l'affaire des abus sexuels et violences dans l'institution Notre-Dame de Bétharram autour du premier ministre, les députés du groupe socialiste déposent une motion de censure en raison notamment des propos du premier ministre et du ministre de l'intérieur sur les affaires migratoires jugées comme des concessions faites au RN. Cette motion de censure est rejetée le 19 février avec 181 voix, les députés de droite n'ayant pas voté le texte.
Une motion de censure spontanée est déposée par les députés du groupe LFI le 30 mai et est rejetée le 4 juin avec 116 voix favorables.
Les députés PS déposent une motion de censure à la fin du mois de juin 2025 à la suite de l'échec du "conclave" sur les retraites. Cette motion est votée le 1er juillet et recueille 189 voix, les députés RN et UDR ayant refusés de la soutenir tout en expliquant qu'ils n'hésiteraient pas à voter une future motion de censure si nécessaire.

### Motions de censure
| Date du vote | Outil et contexte            | Groupe | Groupe  | Groupe | Groupe | Groupe | Groupe | Groupe | Groupe | Groupe | Groupe | Groupe | NI | Résultats | Résultats |
| Date du vote | Outil et contexte            | GDR    | LFI-NFP | EcoS   | SOC    | LIOT   | Dem    | EPR    | HOR    | DR     | UDR    | RN     | NI | Résultats | Résultats |
| --- | ---------------------------- | ------ | ------- | ------ | ------ | ------ | ------ | ------ | ------ | ------ | ------ | ------ | -- | --------- | --------- |
| Date du vote | Outil et contexte            |        |         |        |        |        |        |        |        |        |        |        |    | Résultats | Résultats |
| 16 janv. 2025 | article 49 al. 2             | 16     | 71      | 36     | 8      | 0      | 0      | 0      | 0      | 0      | 0      | 0      | 0  | 131/288   | Rejetée   |
| 5 fév. 2025 | article 49 al. 3 PLF 2025    | 15     | 70      | 37     | 6      | 0      | 0      | 0      | 0      | 0      | 0      | 0      | 0  | 128/289   | Rejetée   |
| 5 fév. 2025 | article 49 al. 3 PLFSS 2025, | 15     | 71      | 36     | 0      | 0      | 0      | 0      | 0      | 0      | 0      | 0      | 0  | 122/289   | Rejetée   |
| 10 fév. 2025 | article 49 al. 3 PLFSS 2025, | 12     | 71      | 31     | 1      | 0      | 0      | 0      | 0      | 0      | 0      | 0      | 0  | 115/289   | Rejetée   |
| 12 fév. 2025 | article 49 al. 3 PLFSS 2025, | 15     | 71      | 34     | 1      | 0      | 0      | 0      | 0      | 0      | 0      | 0      | 0  | 121/289   | Rejetée   |
| 19 fév. 2025 | article 49 al. 2             | 12     | 68      | 37     | 64     | 0      | 0      | 0      | 0      | 0      | 0      | 0      | 0  | 181/289   | Rejetée   |
| 4 juin 2025 | article 49 al. 2             | 8      | 71      | 36     | 1      | 0      | 0      | 0      | 0      | 0      | 0      | 0      | 0  | 116/289   | Rejetée   |
| 1er juill. 2025 | article 49 al. 2             | 13     | 71      | 36     | 66     | 3      | 0      | 0      | 0      | 0      | 0      | 0      | 0  | 189/289   | Rejetée   |
| Majorité absolue des membres de l'Assemblée nationale requise. Le ou les groupes signataires de la motion de censure sont identifiés en souligné. |                              |        |         |        |        |        |        |        |        |        |        |        |    |           |           |